# توماس بيرديتش
توماس بيرديتش (بالتشيكية: Tomáš Berdych)‏ (17 سبتمبر 1985) لاعب تنس تشيكي محترف، وهو من أفضل 10 لاعبين عالمياً حسب رابطة محترفي كرة المضرب منذ يوليو 2010، ويحتل حاليا المرتبة السادسة عالميا، وأفضل إنجاز له كان في وصوله لنهائي بطولة ويمبلدون 2010 وذلك بعد تغلبه في ربع النهائي على روجر فيدرير، وفي نصف النهائي على نوفاك دجوكوفيتش، ليخسر في النهائي أمام رافاييل نادال.
وهو لعب في أطول مباراة زوجي على الإطلاق مع لوكاس روسول، ضد سويسرا في كأس ديفيز، حيث استمرت (7 ساعات ودقيقتين)، كما وصل إلى ربع النهائي وأفضل في 15 بطولة، وهو يعتبر حالياً من أفضل لاعبي التنس.

## السيرة الذاتية
بدأ توماس لعب التنس في سن الخامسة في مسقط رأسه في فالاشسكي ميزيريتشي، مورافيا، تشيكوسلوفاكيا، وكان والده مارتن مهندس قطارات، وأمه هانا طبيبة، وقد فاز ببطولة جمهورية التشيك للأطفال ثم انتقل إلى مدينة باردوبيتسه من أجل إدارة أفضل وتدريب أكثر تقدماً، وقام بتدريبه إيفان ليندل، وبعد سنوات من التدريب الشاق كان فوزه ببطولة مرموقة للناشئيين في مدينة باردوبيتسه.
بيرديتش معجب كبير بلعبة هوكي الجليد وخاصة فريق ديترويت رد وينجز ولتقى بالكثير من لاعبي دوري الهوكي الوطني. ويفضل بيرديتش لعب كرة التنس على الملاعب الصلبة وتكمن قوته بضرباته الأمامية والإرسال، وأصبح بيرديتش لاعب محترف سنة 2002 وقفز أكثر من 800 مركز في تصنيف ATP.

## المسيرة الإحترافية

### 2002-2004
- عام 2002 تمكن توماس بيرديتش من الفوز ببطولتين محليتين (في التشيك) على الملاعب الترابية، أولها بطولة التشيك F5 في سبتمبر، ثم بطولة التشيك F8 في نوفمبر[4]، لينهي عام 2002 في التصنيف 398 عالمياً.[2]
- عام 2003 فاز في ثلاث بطولات وأول لقب له في هذا العام في بطولة بريطانيا العظمى F5 ثم حصل على بطولة بودايش في شهر يوليو، ثم لقب منافسات غراتس في النمسا في أغسطس. كما وصل إلى نهائي بطولة بريطانيا العظمى F1 وخسر النهائي أمام الجنوب إفريقي ويسلي مودي. ووصل في هذا العام إلى الدور النصف النهائي في 6 بطولات، ووصل إلى أول بطولات رابطة محترفي كرة المضرب (ATP) وحقق أول فوز في بطولة أمريكا المفتوحة وخسر في الدور الثاني من الأرجنتيني خوان اجناثيو شيلا.[5] وأنهى هذه السنة في التصنيف 113.[2]
- عام 2004 بدأ بيرديتش العام بأول مشاركة في بطولات الجراند سلام وفاز في أول مباراة على نيكولا مايو (3-1)، ثم خسر أمام الأمريكي أندريه أغاسي المصنف الرابع في ذلك الوقت. ثم تمكن بيرديتش في شهر مارس من الحصول عل أول البطولات في هذه السنة وهي بطولة بيزانسون في فرنسا، ثم فوزه ببطولتي برونزويك ووايدن في ألمانيا في شهر يونيو، ثم شارك في بطولتي فرنسا المفتوحة وبطولة ويمبلدون 2003 إلا أنه خرج من الدور الأول.

شارك بيرديتش في الألعاب الأولمبية الصيفية 2004، وبعدها حقق إنجاز كبير بالوصول للدور الرابع في بطولة أمريكا المفتوحة ليخسر أخيراً أمام الألماني تومي هاس المصنف 45 في ذلك الوقت.

### 2005-2006
كانت بداية سنة 2005 غير موفقة لبيردتش حيث خرج من الدور الأول في بطولات أديليد، سيدني وأستراليا المفتوحة، ثم خرج من الدور الثاني في بطولات مرسيليا، روتردام وبطولة دبي للتنس، ليعود في بطولة إنديان ويلز للماسترز ويصل للدور الثالث. وفي بطولة ويمبلدون وصل للدور الثالث بعد خسارة من الأمريكي تايلور دينت، ثم وصل لمركز الوصيف في بطولة السويد المفتوحة بعد خسارة من الإسباني رافاييل نادال. كما وصل إلى نصف نهائي بطولة واشنطن المفتوحة ليخسر أخيراً من الأمريكي جيمس بليك.
قام توماس بيرديتش بإقصاء رافاييل نادال المصنف الثاني حينها في بطولة سنسيناتي للماسترز  من الدور الأول لكن خسر البطولة في الدور الثاني. ووصل توماس إلى الدور الثالث من بطولة أمريكا المفتوحة ليصطدم بالأمريكي أندريه أغاسي الذي أخرجه من البطولة بعد مباراة قوية لبيرديتش. وحقق توماس بيرديتش أول بطولة له في بطولات الأساتذة (الماسترز) بعد فوزه في بطولة باريس للماسترز وقد فاز بيرديتش بالنهائي على الكرواتي إيفان ليوبيسيتش بعد مباراة استمرت 3 ساعات تفاصيلها (6-3, 6-4, 3-6, 4-6, 6-4)
في 2006، بدأ توماس العام بوصوله لنصف نهائي بطولة أديليد وكان تصنيفه العالمي 24، ووصل إلى الدور الثاني في بطولة أستراليا المفتوحة، وحقق توماس بيرديتش نجاحا في دورة رولان غاروس الدولية بعد وصوله للدور الرابع وخسارته أمام السويسري روجر فيدرير المصنف 1 عالميا آنذاك والذي فاز مجدداً على بيرديتش في نهائي بطولة هالي المفتوحة، وجدد روجر فيدرير فوزه على بيرديتش في الدور الرابع من بطولة ويمبلدون. وبعدها وصل التشيكي توماس بيرديتش إلى نصف نهائي بطولة شتوتغارت وخسارته من الإسباني ديفيد فيرير.
في بطولة كندا للماسترز حقق توماس بيرديتش فوزاً على الإسباني رافاييل نادال بالدور الثالث بنتيجة (6-1, 3-6, 6-2)  ثم خسر بالدور الرابع من الفرنسي ريشارد جاسكيه. وبعدها وصل للدور الرابع في بطولة أمريكا المفتوحة بخسارة من جيمس بليك. وحصل توماس على مرتبة الوصيف في بطولة مومبي بعد خسارته نهائي البطولة مع الروسي دميتري تورسنوف، كما وصل لنصف نهائي بطولة مدريد المفتوحة والذي قدم فيها إنجاز كبير بفوزه على الأمريكي أندي روديك المصنف 6 آنذاك، ثم فوزه على الإسباني رافاييل نادال المصنف 2 آنذاك ليخسر أخيراً في الدور الرابع من التشيلي فيرناندو غونزاليس.

### 2007-2008
بدأ توماس بيرديتش سنة 2007 بالوصول لربع نهائي بطولة سيدني الدولية والدور الرابع لبطولة أستراليا المفتوحة 2007 والتي خسر فيها من الروسي نيكولاي دافيدينكو بعد مباراة قوية تفاصيلها (7-5, 4-6, 1-6, 6-7)، ووصل بذلك للتصنيف 12 عالمياً. ثم خسر مبكراً في روتردام ودبي وإنديان ويلز وميامي للماسترز. ثم عاد وحقق إنجاز بوصوله لنصف نهائي بطولة مونتي كارلو على الملاعب الترابية فبدأ بهزيمة الإسباني نيكولاس ألماغرو ثم الألماني بنيامين بيكر ثم تومي روبريدو وفي ربع النهائي هزم السويدي روبن سودرلينغ ليخسر في نصف النهائي من الإسباني رافاييل نادال. ليصل بعدها لنصف نهائي بطولة ميونخ المفتوحة وربع نهائي بطولة روما للماسترز 2007. وعلى الرغم من انطلاقته المتميزة على الملاعب الترابية إلا أنه خسر من الجولة الأولى في بطولة رولان غاروس من قبل الإسباني جويرمو جارسيا لوبيز.
حقق توماس بيرديتش لقب بطولة هالي المفتوحة بعد فوزه في النهائي على القبرصي ماركوس باجداتيس (7-5, 6-4)، ولم يخسر أي مجموعة خلال هذه البطولة. في بطولة ويمبلدون وصل للدور ربع النهائي في أفضل أداء له بالبطولات الأربع الكبرى، وبدأ مشواره بالفوز على نيكولاس ماسو ثم ميشيل لودرا ثم بالفوز على الكوري الجنوبي لي هيونغ تايك ثم على السويدي يوناس بيرغمان ليخسر أخيراً من رافاييل نادال.
ثم وصل للجولة الثالثة من سنسيناتي للماسترز بعد فوزه على بنيامين بيكر ثم أرنو كليمان ليخسر في الجولة الثالثة من الروسي نيكولاي دافيدينكو المصنف الخامس آنذاك بنتيجة (3-6 ,2-6). كما وصل للجولة الرابعة من بطولة أمريكا المفتوحة بعد فوزه بالجولة الأولى على مارك جيكيل، وبالجولة الثانية على الإيطالي سيموني بوليلي، وبالجولة الثالثة على الإسباني فرناندو فيرداسكو، ليخسر أخيرا من الأمريكي أندي روديك ويتقدم للتصنيف 9 عالمياً بعد هذه البطولة. وحقق بيرديتش وصول لنصف نهائي بطولتي بانكوك وطوكيو، وخرج مبكراً من الجولة الأولى في بطولة مدريد المفتوحة، ثم وصل لربع نهائي بطولة بازل السويسرية للتنس. ليختتم الموسم بالوصول للجولة الثالثة من بطولة باريس للماسترز بعد فوزه بالجولة الثانية على الكرواتي ماريو أنشيك، وبالجولة الثالثة خسر من الإسباني دافيد فيرير.
في 2008، بدأ الموسم بالمشاركة ببطولة سيدني الدولية وخسر في ربع نهائي البطولة أمام الأُسترالي كريس جيوشيون بنتيجة (6-4, 7-6, 4-6). أما في بطولة أستراليا 2008 فقد دخل توماس بيرديتش البطولة وتصنيفه العالمي 13، وتغلب بيرديتش بالجولة الأولى على النمساوي فيرنر إيشاوير، ثم في الجولة الثانية على الإسباني أوسكار هيرنانديز، وفي الجولة الثالثة على خوان موناكو، ليخسر في الجولة الرابعة من المصنف الأول آنذاك روجر فيدرير بنتيجة (4-6, 6-7, 3-6). وخرج من الجولة الثانية من روتردام ودبي وإنديان ويلز. ليعوض ذلك بالوصول لنصف نهائي بطولة ميامي للماسترز 2008 حيث فاز بالجولة الثانية على الأمريكي سام كويري، وبالجولة الثالثة على الإسباني خوان كارلوس فيريرو، وبالجولة الرابعة على الروسي دميتري تورسنوف، ثم بالدور ربع النهائي فاز على الروسي إيغور أندريف، وبالنصف النهائي يخسر من الإسباني رافاييل نادال المصنف الثاني في ذلك الوقت، ليتقدم توماس بيرديتش للمركز 9 عالمياً مجدداً. وبعدها إنقطع بيرديتش عن الملاعب بسبب التواء بالكاحل الأيمن مما أدى به لعدم المشاركة ببطولتي روما للماسترز ومونتي كارلو للماسترز.

## روابط خارجية
- توماس بيرديتش على موقع IMDb (الإنجليزية)
- توماس بيرديتش على موقع رابطة محترفي التنس (الإنجليزية)
- توماس بيرديتش على موقع الاتحاد الدولي لكرة المضرب (الإنجليزية)
- توماس بيرديتش على موقع كأس ديفيز (الإنجليزية)
- توماس بيرديتش على موقع بطولة ويمبلدون (الإنجليزية)
- توماس بيرديتش على موقع خلاصة التنس.كوم (الإنجليزية)
- توماس بيرديتش على موقع اللجنة الأولمبية الدولية (الإنجليزية)
- توماس بيرديتش على موقع أوليمبيديا (الإنجليزية)
- توماس بيرديتش على موقع اللجنة الأولمبية التشيكية (التشيكية)
- توماس بيرديتش على موقع AS.com (الإسبانية)